# Mensuralismus
Der Mensuralismus interpretiert gregorianische Melodien so, dass jeder einzelne Ton im Zeitmaß (siehe auch Mensur) einer natürlichen Zahl entspricht. Eine besondere Form des Mensuralismus ist der Äqualismus, bei dem alle Einzeltöne dasselbe Zeitmaß haben.

## Entstehung
Der Gregorianische Choral wurde in den ersten nachchristlichen Jahrhunderten nur mündlich tradiert, und seine ausschließlich einstimmigen Melodien konnten ab dem 9. Jahrhundert mittels Neumen festgehalten werden. Die Interpretation dieser Gesänge orientierte sich sehr an den Texten, die gesungen wurden, und sie zeigten eine deutliche und vielfältige rhythmische Differenzierung.
Einerseits durch die Etablierung der Quadratnotation, aber auch durch die Entstehung der mehrstimmigen Musik vom 9. bis zum 14. Jahrhundert ging das Bewusstsein über die ursprüngliche Interpretation des gregorianischen Gesangs zunehmend verloren.
Ausgehend vom homophonen Organum mit parallelen Intervallen über die Musik in der Modalnotation im 12. Jahrhundert bis zur Musik in der Mensuralnotation im 13. Jahrhundert wurden die Rhythmen der mehrstimmigen Melodien immer komplexer. Die zunehmende Polyphonie machte es aus praktischen Erwägungen erforderlich, dass sich alle Einzelstimmen am selben Zeitmaß orientieren. Die Verwendung von Metren und Takten setzte sich mehr und mehr durch.
In der Folge gab es für den Gregorianischen Choral immer mehr Choralbücher, wie die von Felice Anerio und Francesco Soriano während der Renaissance bearbeitete Editio Medicaea, die mensuralistisch oder sogar äqualistisch ediert waren und die ursprünglichen komplexen Rhythmen der Melodien nicht mehr wiedergaben.

## Restitution
Erst im 19. Jahrhundert begann die Wiederherstellung der ursprünglichen gregorianischen Melodien. In der Editio Vaticana von 1908 waren zunächst viele der originalen Gruppenneumen wieder vorhanden, jedoch ohne dass allerdings rhythmische Differenzierungen vollständig wiedergegeben wurden.
Da die Details in der Quadratnotation nicht gut darstellbar waren, wurde im Jahre 1969 das Graduel neumé herausgegeben, in dem der Editio Vaticana handschriftliche Neumen hinzugefügt wurden. Nach der Herausgabe des Graduale Romanum mit reiner Quadratnotation erfolgte einige Jahre später dann auch die Veröffentlichung des Graduale Triplex, bei dem bei fast allen Gesängen oberhalb und unterhalb der Notenlinien jeweils eine Neumenhandschrift hinzugefügt wurde.

## Beispiele
Anhand von schriftlichen Zeugnissen aus verschiedenen Jahrhunderten, soll anhand des Introitus Nos autem verdeutlicht werden, mit welchen deutlichen Unterschieden der Rhythmus des Gregorianischen Chorals festgehalten wurde. Dieser Introitus wurde ursprünglich bei der Feier der Kreuzauffindung und wird heute zu Beginn der Gründonnerstagsliturgie gesungen.

### Text
Der Text lautet in Anlehnung an den Brief des Paulus an die Galater (Gal 6,14 ):
| Lateinisch | Deutsch |
| --- | --- |
| Nos autem gloriari oportet in cruce Domini nostri Iesu Christi: in quo est salus, vita et resurrectio nostra per quem salvati et liberati sumus. | Für uns aber gebührt es sich, dass wir uns des Kreuzes unseres Herrn Jesu Christi rühmen; bei dem unser Heil ist, unser Leben und unsere Auferstehung, durch den wir erlöst und befreit worden sind. |

### Mittelalterliche Handschrift
Am Beispiel der Handschrift aus dem Codex Sangallensis 338 mit Neumen aus der Mitte des 11. Jahrhunderts stellt sich dieser Choral so dar:

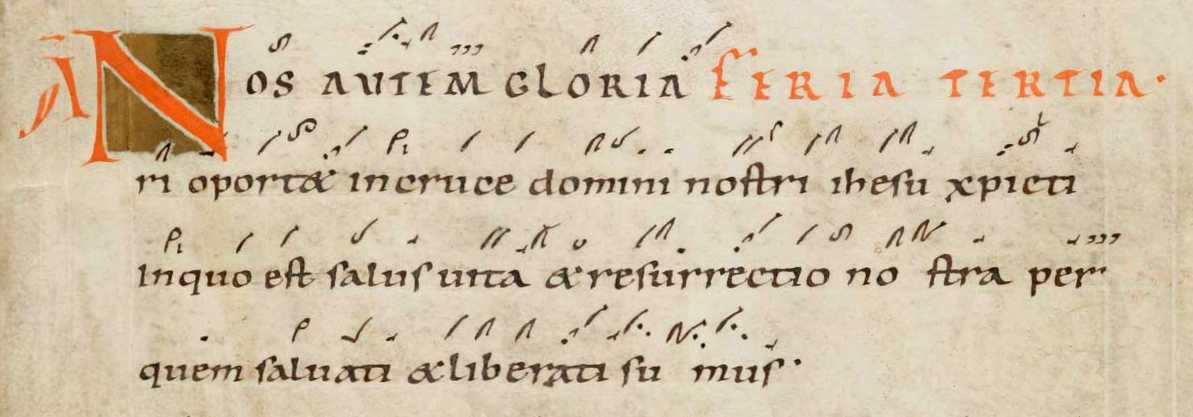
Hochmittelalterliche, adiastematische Handschrift aus dem Codex Sangallensis 338 aus der Mitte des 11. Jahrhunderts

Die Neumen sind zwar ohne Tonhöhen (adiastematisch), aber rhythmisch sehr differenziert dargestellt und somit auch differenziert interpretierbar. Neben allen Gruppenneumen und Episemen können insbesondere auch die beiden Tristrophae mit ihrer reperkussiven Singweise erkannt werden. Die Pausae sind in älteren Handschriften meist nicht explizit angegeben.
Das folgende Hörbeispiel ist entsprechend dieser Handschrift rhythmisiert:

### Späte Handschrift
Eine Pergament-Handschrift in Quadratnotation, die ungefähr um 1500 hergestellt wurde, zeigt den Introitus durch eine nachträgliche Bearbeitung deutlich verstümmelt. Die zunächst mensuralistische Notation wurde später (offensichtlich nach der durch das Konzil von Trient angestoßenen Überarbeitung des Gregorianischen Chorals und die Herausgabe der Editio Medicaea zu Beginn des 17. Jahrhunderts) durch Herauskratzen entfernt, was in der Handschrift durch die Unterbrechungen der entsprechenden Notenlinien erkannt werden kann, so dass eine äqualistische Darstellung entstand:

Spätmittelalterliche Handschrift in Quadratnotation um 1500

Das folgende Hörbeispiel ist eine Interpretation dieser nachträglich äqualistisch gemachten Handschrift:

### Editio Medicaea
Auch die 1890 vom Verlag Pustet in Regensburg herausgegebene Editio Medicaea zeigt diese äqualistische Variante dieses Introitus:

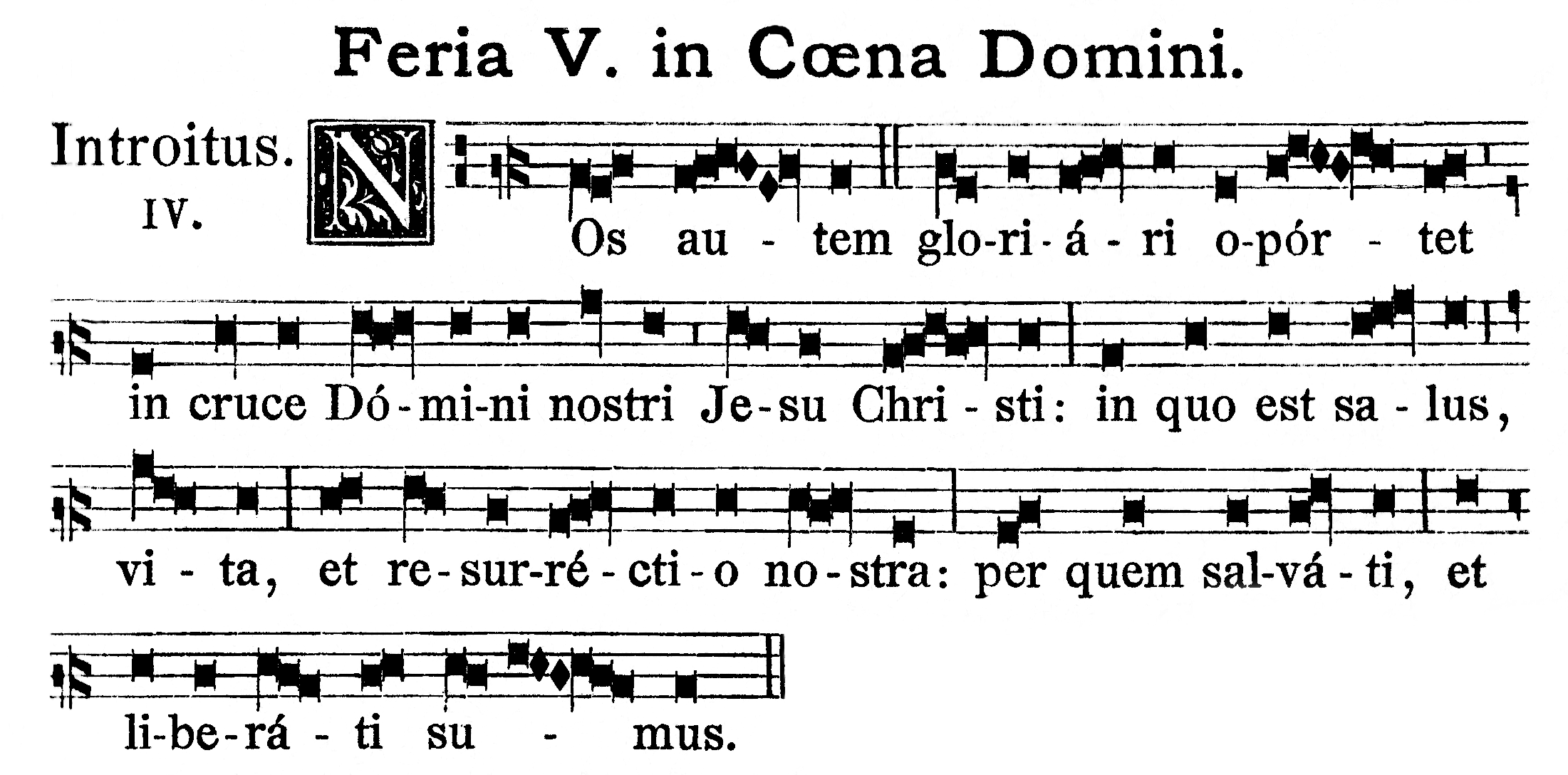
Editio Medicaea in Quadratnotation von 1890

### Choralbuch Anfang 20. Jahrhundert
Die Editio Vaticana von 1908 stellt diesen Introitus bereits mensuralistisch dar:

Editio Vaticana in Quadratnotation von 1908

Alle Tonwiederholungen sind wieder vorhanden. Nach den ersten Restitutionen wurden in einer inoffiziellen Ausgabe darüber hinaus einige Morae und Episeme hinzugefügt, die den Rhythmus zwar besser differenziert darstellen, aber immer noch keine Detailunterscheidung der vielen verschiedenen Neumen ermöglichen:

Inoffizielle Ausgabe nach der Editio Vaticana mit hinzugefügten Dehnungszeichen